# 18235 Lynden-Bell
18235 Lynden-Bell è un asteroide della fascia principale. Scoperto nel 1973, presenta un'orbita caratterizzata da un semiasse maggiore pari a 3,0881781 UA e da un'eccentricità di 0,1599583, inclinata di 0,70963° rispetto all'eclittica.